# Episteme vetula
Episteme vetula là một loài bướm đêm trong họ Noctuidae.